# Киселёв, Кирилл Валентинович
Кирилл Валентинович Киселев (20 января 1976) — художник, живописец, работающий в различных жанрах: историческая живопись, монументальная живопись, пейзаж, портрет, иконопись.

## Биография
Кирилл Валентинович Киселев родился в 1976 году в Москве в семье интеллигенции. Отец художника — авиаконструктор, профессор, лауреат Государственной премии СССР. Мать — заслуженный врач России: о её отце, дедушке художника О. С. Ленчевском, писал в своих книгах Александр Исаевич Солженицын как о своем защитнике и соратнике, который, будучи русским эмигрантом в Великобритании, организовал судебные процессы, в которых защищал честь и достоинство Александра Исаевича Солженицына против клеветнической кампании, развернутой против него в зарубежной прессе, а также работал на радио Би-би-си вместе с митрополитом Антонием Сурожским и епископом Василием (Родзянко), обличая хрущевские гонения на религию в СССР. Дед по отцовской линии работал проректором МГУ, а также директором школы, как и бабушка. Оба были награждены Орденом Трудового красного знамени, бабушка, Мария Николаевна Волженина, также награждена Орденом Ленина. Прадед - Волженин Николай Николаевич, педагог и руководитель реального училища, известен как активный участник революции 1905-1907 года.
В 1991 году Киселев Кирилл Валентинович окончил Московскую городскую художественную школу № 1, в 1994 году — Московский академический художественный лицей при Московском художественном институте имени В. И. Сурикова. Обучался в Российской академии живописи, ваяния и зодчества, которую успешно окончил в 2001 году. 
В настоящее время Киселев Кирилл Валентинович работает и проводит выставки в Москве и Лондоне. За многолетнюю творческую карьеру создал более 2000 живописных полотен. 
Является членом Московского Союза художников в секции монументальной живописи и Творческого союза художников России.
По мнению доктора искусствоведения С. Иванова, в своих картинах Кирилл Киселёв:

…показывает нам образ России, никем не постижимую душу своей Родины, которую художник запечатлел в этюдах и больших композициях, обойдя с этюдником множество её красивейших уголков. Большую известность приобрела его картина «Ярмарка», несущая всем радость народного веселья… У него невозможно отыскать двух похожих работ, они всегда разные и по настроению и по цветовой гамме. 
«В своём творчестве он смог соединить секреты живописи старых мастеров и потребности нашего времени».
Работы художника хранятся в собрании Российской академии живописи, ваяния и зодчества И. С. Глазунова, в Историко-мемориальном музее Виктора Степановича Черномырдина, во многих российских и зарубежных галереях и частных коллекциях.
24 июня 2010 года президент России Дмитрий Анатольевич Медведев во время своего визита в США накануне саммита «Большой Восьмерки» подарил президенту США Бараку Обаме и Первой леди США Мишель Обаме картину художника Кирилла Валентиновича Киселёва «Ярмарка» («Сarnival winter scene» by K.V. Kiselev). В интервью художник сообщил газете «Известия», что копии этой картины и другие работы приобретал также В. С. Черномырдин.
Работы художника были использованы в оформлении выставки-инсталляции «Романовы. Моя история», прошедшей в 2013 г. в ЦВЗ «Манеж» и многих других выставках, опубликованы в книгах, статьях, искусствоведческих публикациях, научных журналах по культурологии т.д. 
Так, в статье "Иконические смыслы соборности в творчестве современных православных художников" в научном журнале "Ученые записки ЗабГУ", № 4 (63) от 2015 г., Е.В. Дробная пишет:

"Примером репрезентации иконического смысла соборности как единения мира в изобразительном искусстве является картина К. Киселёва «Ярмарка» (2004).
Мост (образ связи между разными точками сакрального пространства, между небом и землёй) объединяет две смысловые части картины: «мир горний» и «мир дольний». «Дольний мир» – это пёстрая, шумная ярмарка, расположившаяся на льду реки, традиционное праздничное гуляние.
«Мир горний» – это православный город, освящающий праздник, аллегория величественного покоя Царства небесного, Небесного Иерусалима, полностью состоящего из храмов. Композиционное соединение «горней» и «дольней» частей картины образует овал (который в иконописи, как и круг, символизирует гармоничное единство и рай).
Стремление души к Богу символизируют рвущиеся в небо гирлянды воздушных шаров (воздушный – воздух – дышать – душа), а связывающие все части и планы картины голуби символически указывают на присутствие Святого Духа.
Другой иконический смысл соборности – синергийная взаимосвязь образа с Первообразом – связан с молитвой «Отче наш»: «Яко на небеси и на земли» и определяет..., отражение (обусловленность) мира горнего (небесного) в мире дольнем (земном) [7, с. 5–14]."— http://elibrary.ru/item.asp?id=23769441